# Danh sách đĩa nhạc của Đỗ Bảo
Đỗ Bảo sinh năm 1978, là nhạc công, nhạc sĩ, nghệ sĩ hòa âm và nhà sản xuất âm nhạc. Bắt đầu sự nghiệp từ khi còn rất trẻ, Đỗ Bảo sớm có thành công với ban nhạc Sao Mai và tạo dựng tên tuổi ngay từ album đầu tiên do chính mình hòa âm phối khí là Nhật thực (1992). Từ đó đến nay, anh là tên tuổi lớn trong nền nhạc nhẹ Việt Nam khi ra mắt 3 album phòng thu, cùng nhiều album, sản phẩm cộng tác cùng các nghệ sĩ trong và ngoài nước.
Đỗ Bảo sở hữu phòng thu cá nhân ở Hà Nội, nhưng không sở hữu hãng đĩa riêng. Các album do anh hòa âm và sản xuất được thực hiện qua các hãng đĩa Viết Tân, Phương Nam Film và hãng sản xuất tư nhân có tên Bảo Lý Art.

## Album phòng thu cá nhân
| Album                                                        | Hãng đĩa                                       | Ngày phát hành      | Ghi chú                        |
| ------------------------------------------------------------ | ---------------------------------------------- | ------------------- | ------------------------------ |
| Cánh cung                                                    | Viết Tân                                       | Tháng 9 năm 2004    |                                |
| Thời gian để yêu                                             | Viết Tân                                       | 25 tháng 9 năm 2008 |                                |
| Chuyện của mặt trời – Chuyện của chúng ta (cùng Trần Thu Hà) | Phương Nam Film (Việt Nam) Totoro Records (Mỹ) | 15 tháng 8 năm 2013 | Đồng sản xuất cùng Trần Thu Hà |

## Album hòa âm phối khí và hợp tác sản xuất
| Album                       | Nghệ sĩ                            | Hãng đĩa                                              | Ngày phát hành                                           | Ghi chú                                                                                     |
| --------------------------- | ---------------------------------- | ----------------------------------------------------- | -------------------------------------------------------- | ------------------------------------------------------------------------------------------- |
| Nhật thực 1                 | Ngọc Đại và Trần Thu Hà            | Phương Nam Film (Việt Nam) KL Entertainment (quốc tế) | Tháng 5 năm 2002 (Việt Nam) 2003 (quốc tế)               | Sản xuất bởi Ngọc Đại và Trần Thu Hà Album cũng được phát hành trên iTunes và Deezer        |
| Nhật thực 2                 | Ngọc Đại, Tùng Dương và Khánh Linh | Viết Tân                                              | 24 tháng 12 năm 2004                                     | Sản xuất bởi Ngọc Đại và Quốc Bảo                                                           |
| Vào đời                     | Hồ Quỳnh Hương                     | Viết Tân                                              | Tháng 8 năm 2003 (Việt Nam) 7 tháng 1 năm 2004 (quốc tế) | Sản xuất bởi Hà Dũng Entertainment                                                          |
| Bức thư tình thứ 3          | Tấn Minh                           | Viết Tân                                              | Tháng 4 năm 2007                                         | Giấy phép sản xuất chính thức ghi cho Bảo Lý Art Đồng sản xuất cùng Nhất Lý và Cường Nguyễn |
| Những ô màu khối lập phương | Tùng Dương                         | Viết Tân                                              | 5 tháng 9 năm 2007                                       | Giấy phép sản xuất chính thức ghi cho Bảo Lý Art                                            |
| Thế giới tuyệt vời          | Nguyễn Ngọc Anh                    | Viết Tân                                              | 30 tháng 10 năm 2007                                     | Biên tập cùng Hồ Hoài Anh Đồng sản xuất cùng Hồ Hoài Anh và Cường Nguyễn                    |
| Kỷ niệm                     | Huy Phạm                           |                                                       | Cuối năm 2007                                            | Phát hành 2.000 bản tại Mỹ trước khi phát hành tại Việt Nam                                 |
| She's Not She               | Võ Vân Ánh                         | Phương Nam Film                                       | Tháng 1 năm 2011                                         | Album hòa tấu nhạc cụ dân tộc Đồng sản xuất cùng Võ Vân Ánh và ban nhạc Breath of Asia      |
| Đóa hoa nở muộn             | Nguyễn Ngọc Anh                    | Phương Nam Film                                       | 7 tháng 3 năm 2011                                       | Sản xuất bởi Nguyễn Ngọc Anh                                                                |
| Chillout                    | Nguyệt Ánh                         | Phương Nam Film                                       | 20 tháng 10 năm 2011                                     | Sản xuất bởi Nguyệt Ánh                                                                     |
| Bức thư tình thứ 5          | Tấn Minh                           | Phương Nam Film                                       | 20 tháng 12 năm 2011                                     |                                                                                             |
| Từ trái tim                 | Nguyễn Ngọc Anh                    | Phương Nam Film                                       | 21 tháng 5 năm 2016                                      | Sản xuất bởi Nguyễn Ngọc Anh                                                                |
| Sóng hấp dẫn                | Hoàng Quyên                        | Dihavina                                              | 13 tháng 3 năm 2018                                      | Sản xuất, biên tập và hòa âm cùng Võ Thiện Thanh                                            |
| Những khung trời khác       | Lê Việt Anh                        | Hãng đĩa Thời Đại                                     | 4 tháng 4 năm 2024                                       |                                                                                             |
| Axôn                        | Quỳnh Anh                          | BK Production / LP Club                               | 25 tháng 11 năm 2024                                     | Toàn bộ 6 ca khúc đều do Đỗ Bảo sáng tác                                                    |
| (dự án)                     | Nguyên Thảo                        | (dự án)                                               | (dự án)                                                  | Sản xuất cùng Vincent Nguyễn                                                                |

## Trình diễn trực tiếp
| Sản phẩm                                  | Sản xuất phát hành                                 | Ngày tổ chức                              | Ghi chú |
| ----------------------------------------- | -------------------------------------------------- | ----------------------------------------- | --- |
| Sao Mai điểm hẹn (2004, 2006, 2012, 2014) | Đài truyền hình Việt Nam                           | (*)                                       | Cùng ban nhạc Sao Mai |
| Con đường âm nhạc: Tình bạn (#9)          | Đài truyền hình Việt Nam                           | 12 tháng 2 năm 2006                       | Cùng nhạc sĩ Ngọc Châu |
| Gió bình minh                             | Bảo Lý Art Tự xuất bản, không phát hành chính thức | 2007 (*)                                  | Album trực tiếp, thu từ quá trình chuẩn bị và trình diễn chuỗi chương trình 'Gió bình minh' (2004–2006) Sản phẩm lưu hành nội bộ, phi thương mại |
| Bài hát Việt (2013–2017)                  | Đài truyền hình Việt Nam                           | 2013–2017                                 | Đỗ Bảo tham gia vào Hội đồng thẩm định của chương trình Đóng góp cho hòa âm phối khí                                                             |
| Cánh cung – Đỗ Bảo – Live in Hanoi        | Youtube Đỗ Bảo                                     | 8 tháng 12 năm 2013                       | Phát hành trực tuyến ngày 28 tháng 12 năm 2018                                                                                                   |
| Hà Nội – Mùa chuyển                       | Nhà hát Lớn Hà Nội Youtube Đỗ Bảo                  | 21–22 tháng 4 năm 2023                    | Phát hành trực tuyến một phần ngày 4 tháng 9 năm 2024                                                                                            |
| Một mình bao la                           | The Bros Entertainment                             | 11 tháng 11 năm 2023 25 tháng 11 năm 2023 | |

(*): Thông tin không rõ ràng